# Топильна
Топи́льна (укр. Топильна) — село в Шполянском районе Черкасской области Украины.
Население по переписи 2001 года составляло 925 человек. Занимает площадь 35,61 км². Почтовый индекс — 20620. Телефонный код — 4741.

## Местный совет
20620, Черкасская обл., Шполянский р-н, с. Топильна, ул. Ленина